# Peperomia brevipeduncula
Peperomia brevipeduncula là một loài thực vật có hoa trong họ Hồ tiêu. Loài này được (C. DC.) Trel. miêu tả khoa học đầu tiên năm 1927.